# تشارلز هيرنو
تشارلز هيرنو (بالفرنسية: Charles Hernu) (3 يوليو 1923 - 17 يناير 1990)، هو سياسي اشتراكي فرنسي. شغل منصب وزير الدفاع من 1981 إلى 1985، حتى أجبر على الاستقالة بسبب قصف سفينة رينبو واريور تابعة لمنظمة السلام الأخضر في نيوزيلندا.